# Anthipes
Anthipes — рід горобцеподібних птахів родини мухоловкових (Muscicapidae). Представники цього роду мешкають в Південній і Південно-Східній Азії.

## Таксономія
Раніше діамантову і малазійську мухоловку відносили до роду Строката мухоловка (Ficedula), однак за результатами молекулярно-генетичних досліджень вони будли переведені до відновленого роду Anthipes, введеного англійським зоологом Едвардом Блітом в 1847 році.

## Види
Виділяють два види:
- Мухоловка діамантова (Anthipes monileger)
- Мухоловка малазійська (Anthipes solitaris)

## Етимологія
Наукова назва роду Anthipes являє собою сполучення наукової назви роду Щеврик (Anthus) і слова лат. pes — стопа.